# Rivière de Pont-l'Abbé
La rivière de Pont-l'Abbé est un fleuve côtier du Finistère, en France.

## Géographie

### Partie fluviale
La rivière de Pont-l'Abbé prend sa source près de Kerfioret, à la limite communale entre Landudec et Plogastel-Saint-Germain, passant à l'Ouest-Sud-Ouest du bourg de cette dernière commune. Son bassin versant a une superficie totale de 135 km2. Coulant initialement en direction du Sud-Est, elle s'oriente ensuite plein Sud, passant entre Peumerit et Plonéour-Lanvern à l'Ouest et Tréméoc à l'Est.
Son cours avec un débit moyen, mesuré à Trémillec, est de 0,504 m3 par seconde, est barré par une digue en béton, construite en 1976-1977, avec une longueur de 140 mètres et une hauteur de 6,80 mètres qui donne naissance à un étang, le « Plan d'eau du Moulin Neuf », à cheval sur les communes de Plonéour-Lanvern et Tréméoc, alimenté aussi par le ruisseau de Lanvern avec un débit moyen, mesuré à Ty-Poës, de 0,165 m3 par seconde ; ce plan d'eau, géré par la communauté de communes du Pays Bigouden Sud, a une superficie de 55 ha et est situé à +13 mètres d'altitude ; il a une capacité de stockage d'un million de m3 et sert de réservoir d'eau potable pour une bonne partie du Pays Bigouden ; la prise d'eau de Pen Enez alimente l'usine de traitement de Bringall.
En aval de ce plan d'eau, le petit fleuve côtier reprend un cours en direction du Sud-Est jusqu'à Pont-l'Abbé. Par le passé, de nombreux moulins se sont établis le long de son cours. Parmi eux, d'amont vers l'aval, le moulin de Quiliou (le moulin de Hilguy est situé sur un affluent) en Plogastel-Saint-Germain, le moulin Trévan et le moulin Neuf en Peumerit (le moulin Troyon est situé sur un affluent), le moulin Maréguez (lui aussi en Plogastel-Saint-Germain), le moulin de Callac, le moulin du Fao, le moulin de Trémillec et le moulin Neuf ainsi que, situés sur les ruisseaux de Lanvern, les moulins de Lanvern et de Kerbénoc'h en Plonéour-Lanvern, le moulin Hascoet (situé sur un affluent) en Pont-l'Abbé.

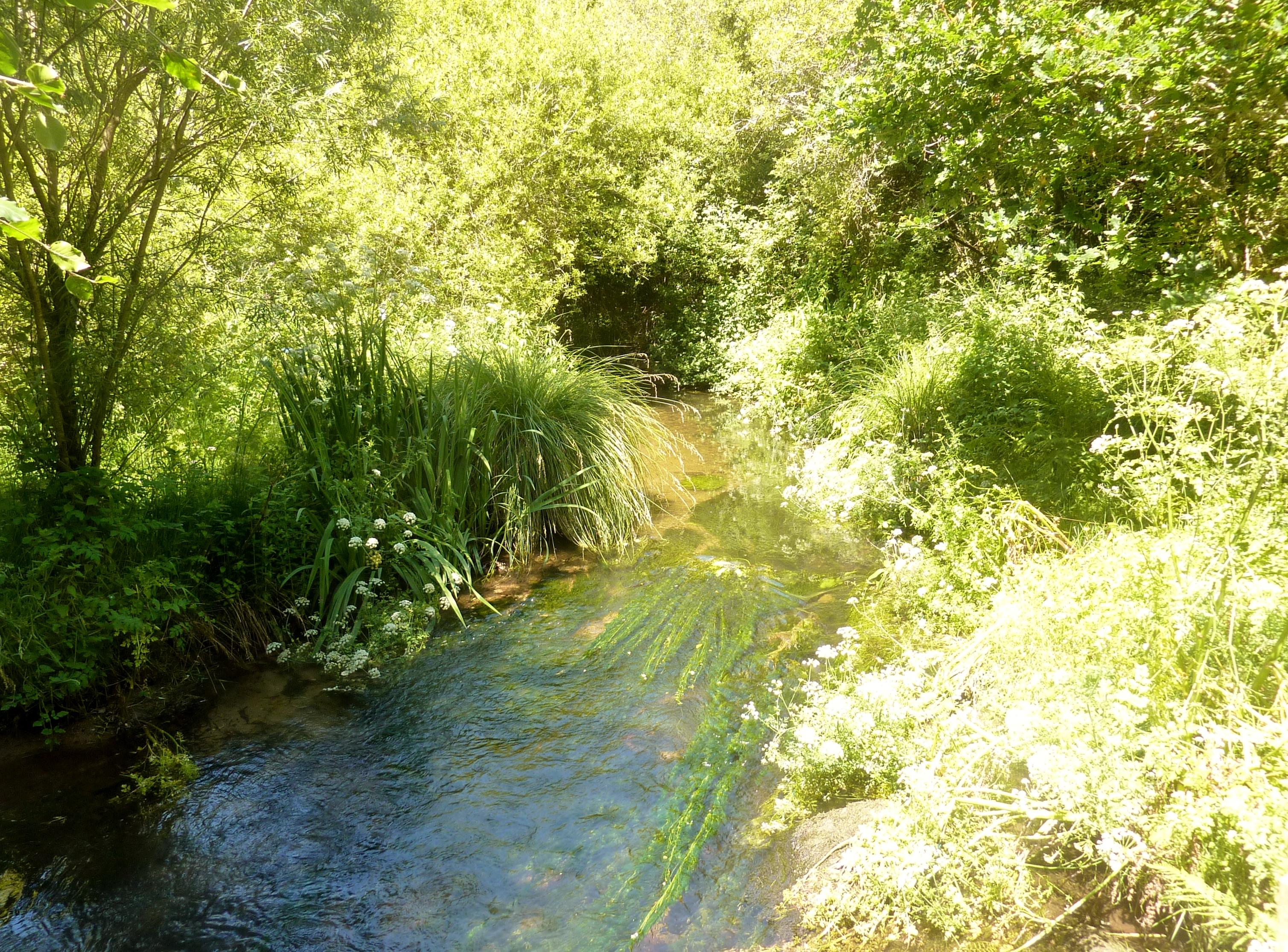
La Rivière de Pont-l'Abbé en amont de l'étang du Moulin Neuf (limite communale entre Tréméoc et Plonéour-Lanvern).
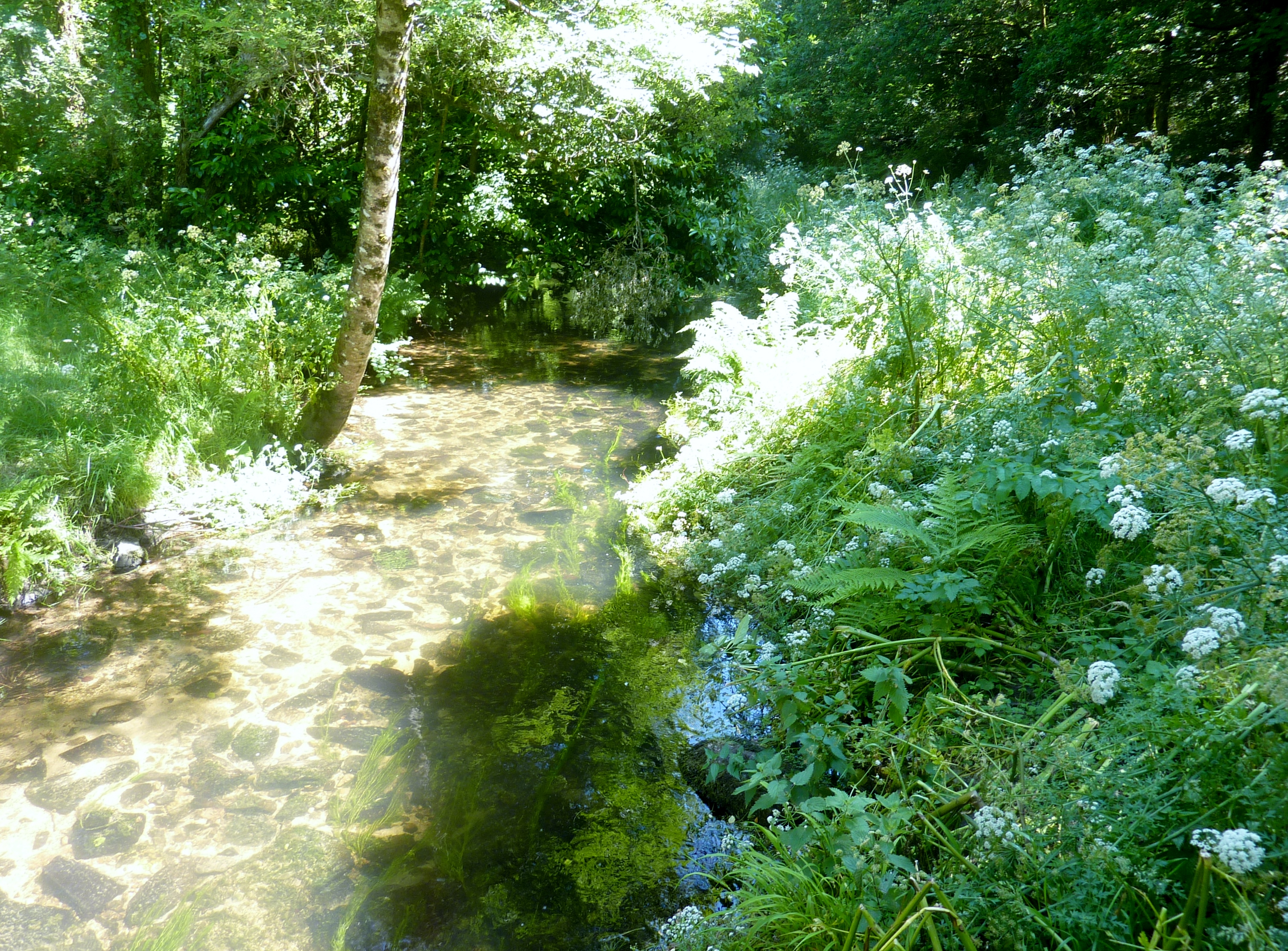
La Rivière de Pont-l'Abbé en amont de l'étang du Moulin Neuf.
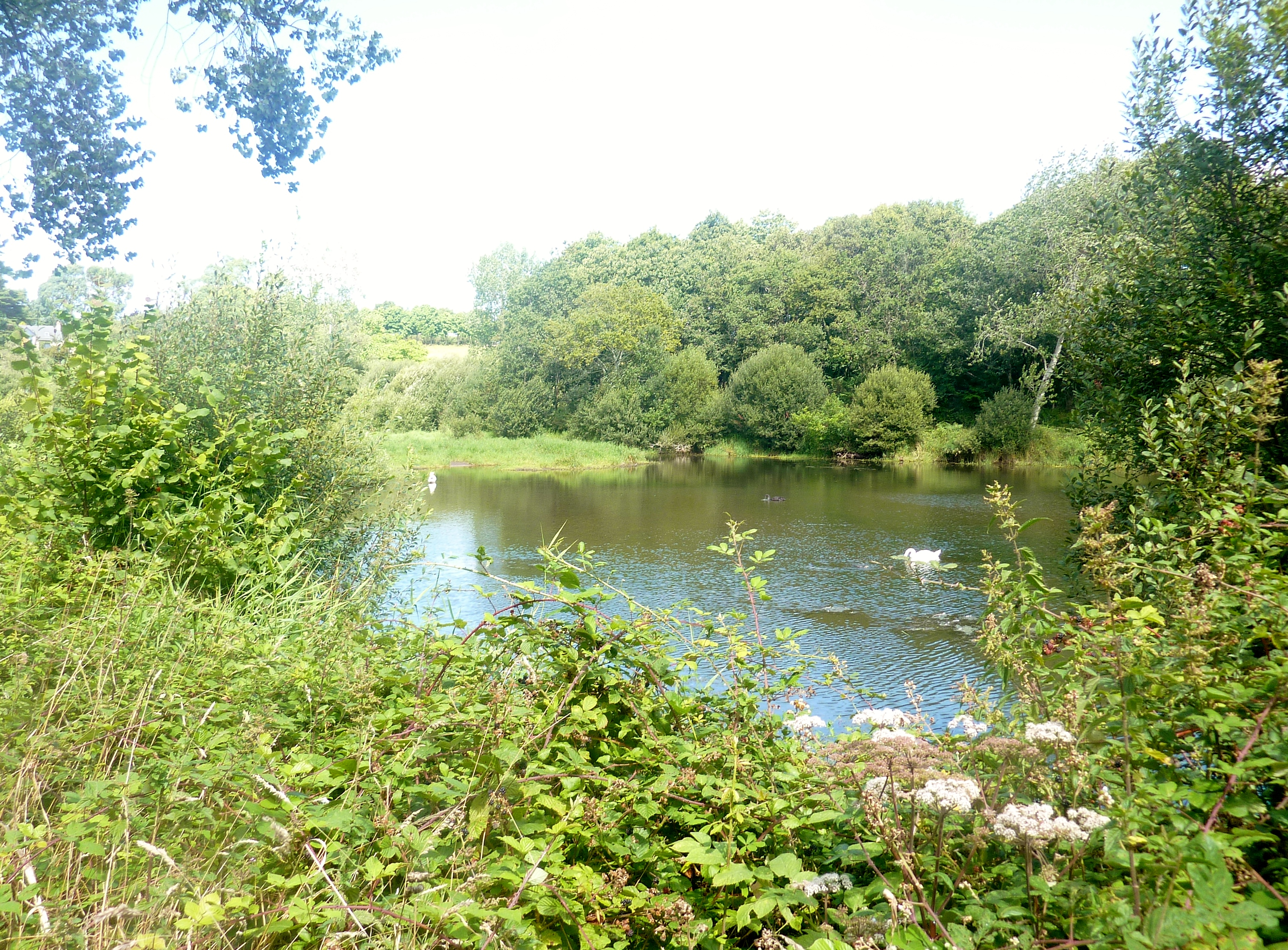
La rivière de Pont-l'Abbé : le plan d'eau du Moulin Neuf, partie amont.
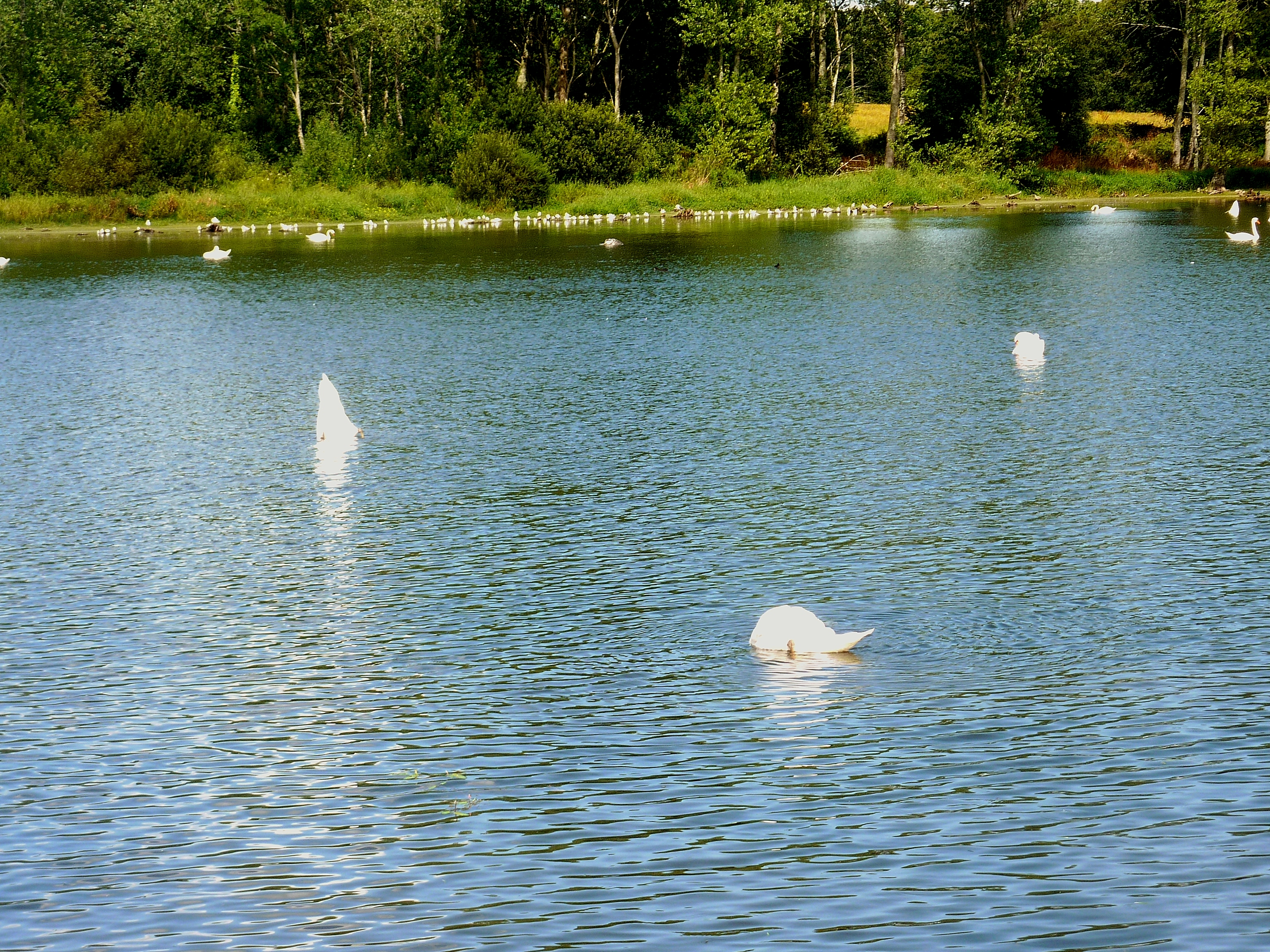
La Rivière de Pont-l'Abbé : cygnes sur le plan d'eau du Moulin Neuf.
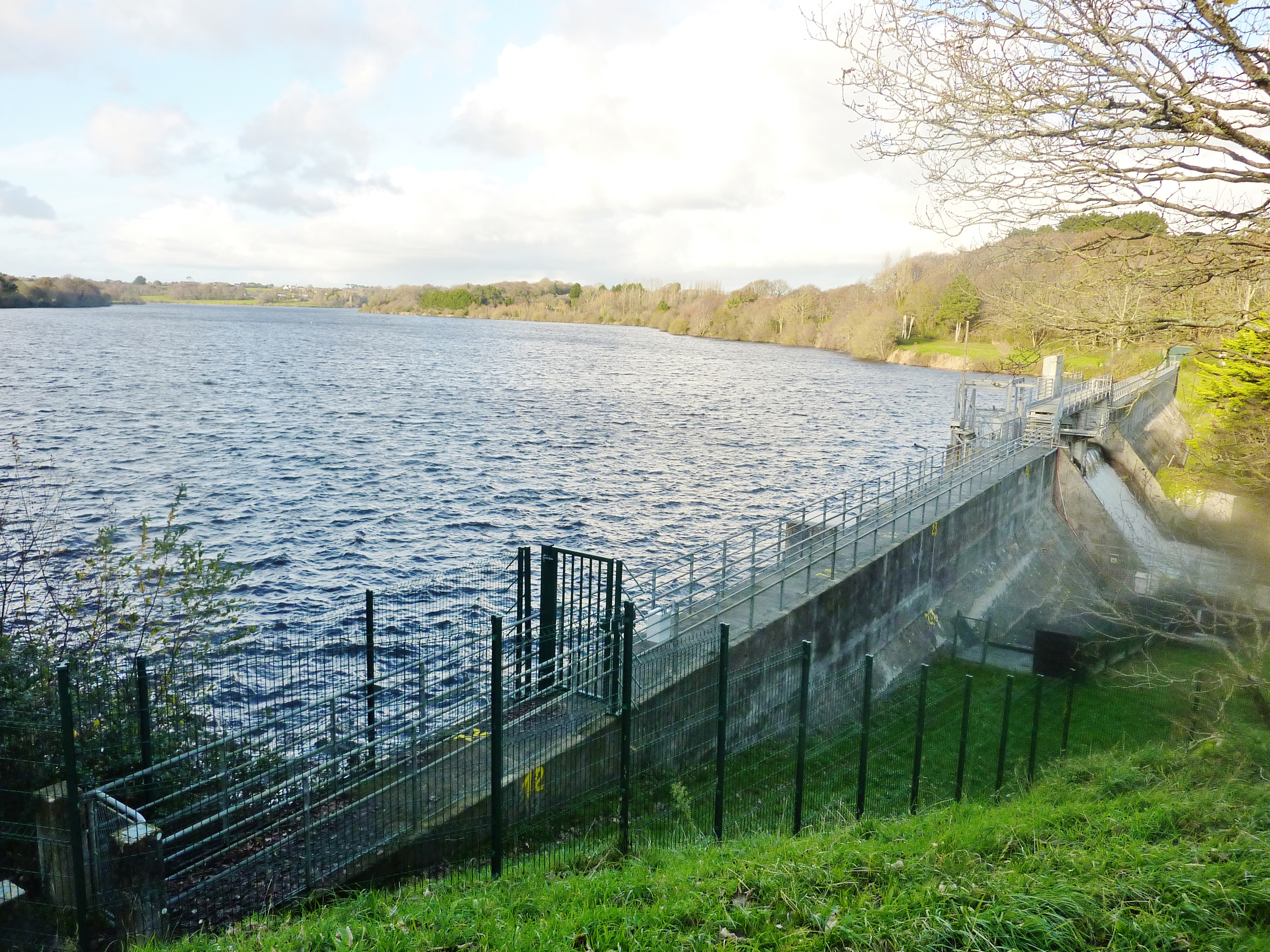
Le barrage et l'étang du Moulin Neuf 1.
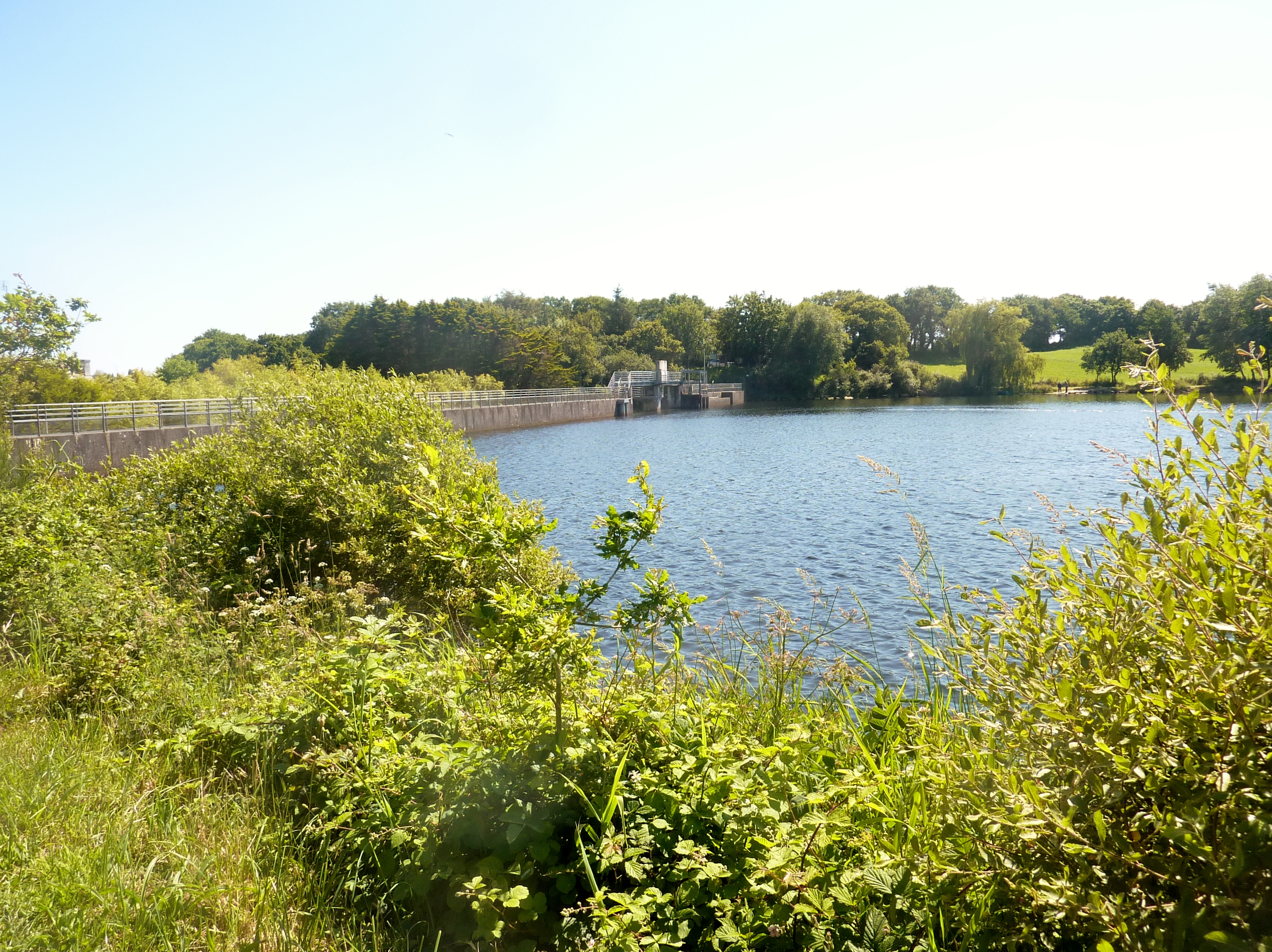
La rivière de Pont-l'Abbé : le barrage et l'étang du Moulin Neuf 2.
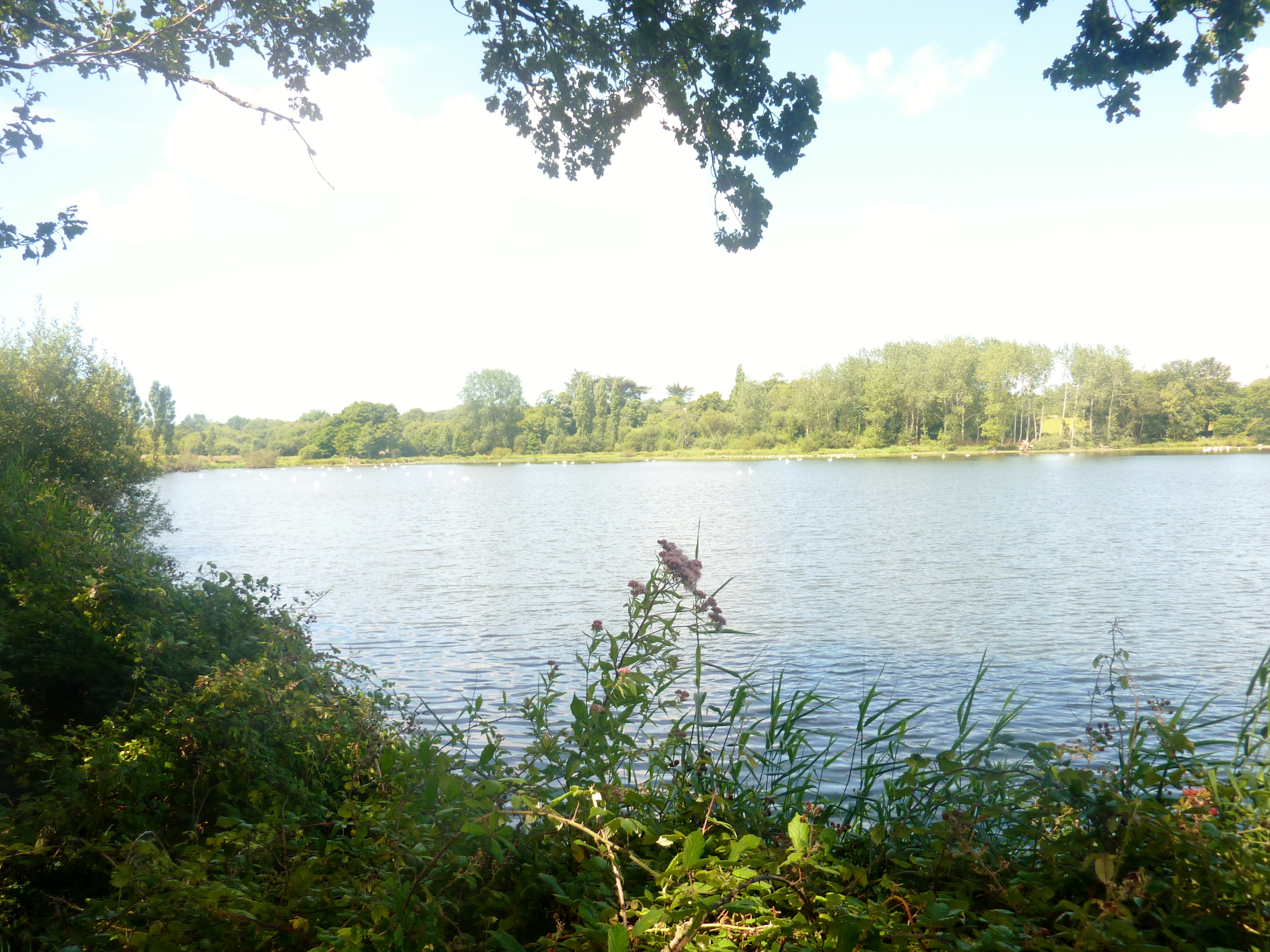
Rivière de Pont-l'Abbé : le plan d'eau du Moulin Neuf.
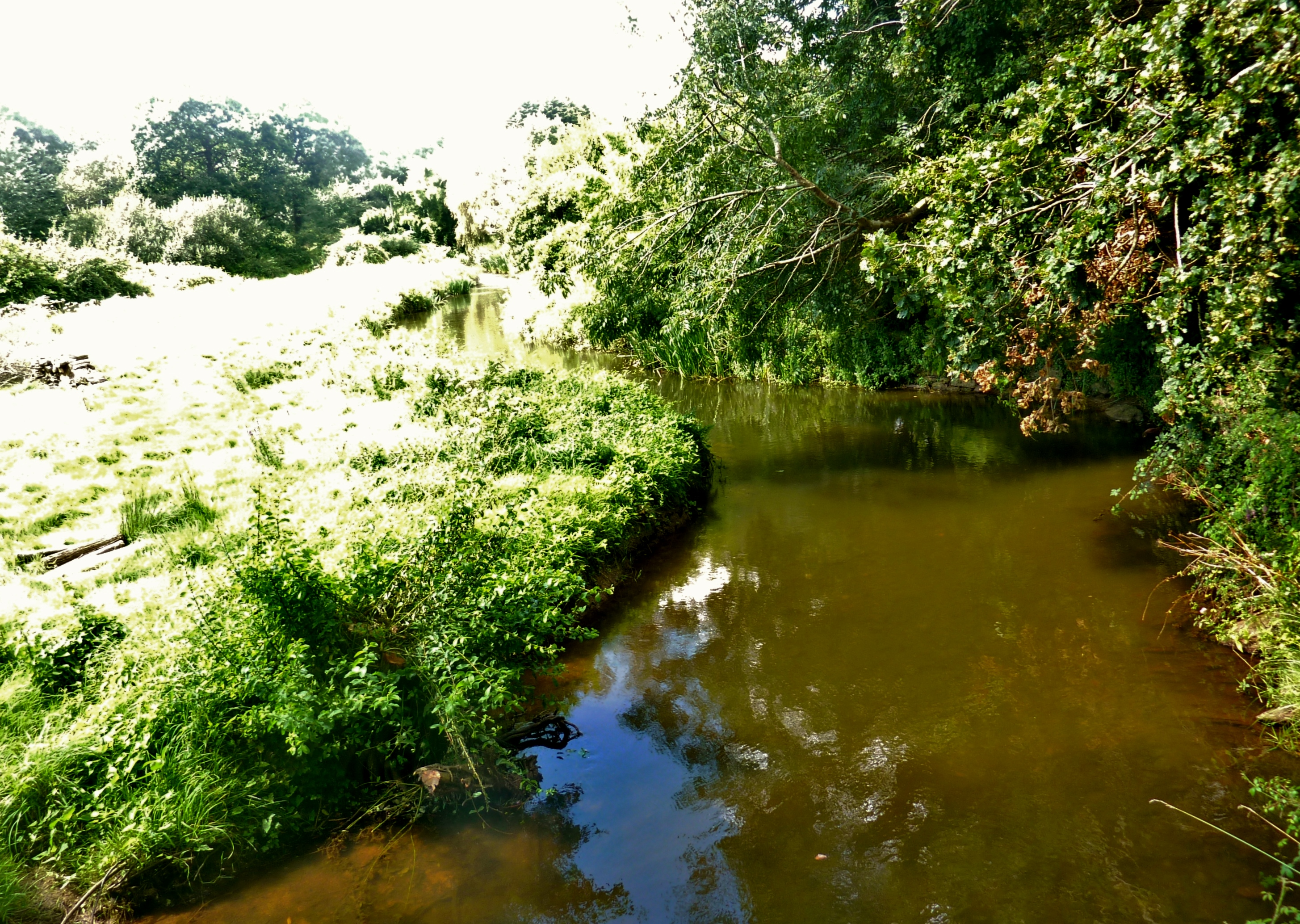
La rivière de Pont-l'Abbé vue de la passerelle située juste en aval du barrage du Moulin Neuf.
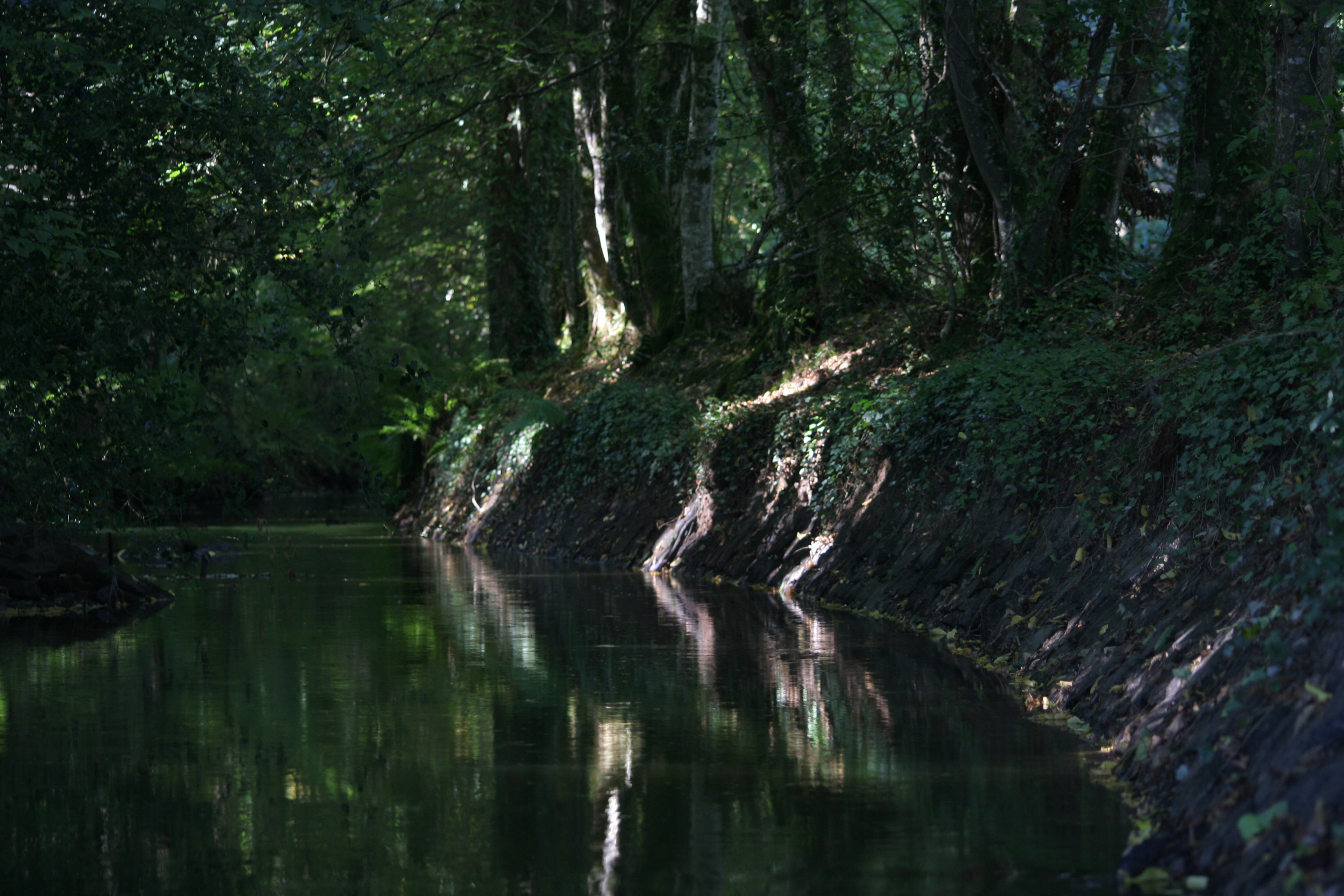
La Rivière de Pont-l'Abbé, en amont de l'étang, à l'entrée de l'ancienne voie ferrée, en aval de la station de pompage.

Des obstacles au passage des poissons migrateurs ont été supprimés en 2015, aux lieux-dits Trémillec et Moulin Callac (en Plonéour-Lanvern) afin de rétablir la continuité écologique du cours d'eau, également freinée par le barrage de la retenue d'eau du Moulin Neuf. Des travaux entrepris en 2020 ont permis une renaturation du lit de la rivière entre le barrage du Moulin Neuf et le seuil du moulin de Pen Enez avec la création de 9 méandres afin de restaurer une continuité écologique.

### Partie maritime

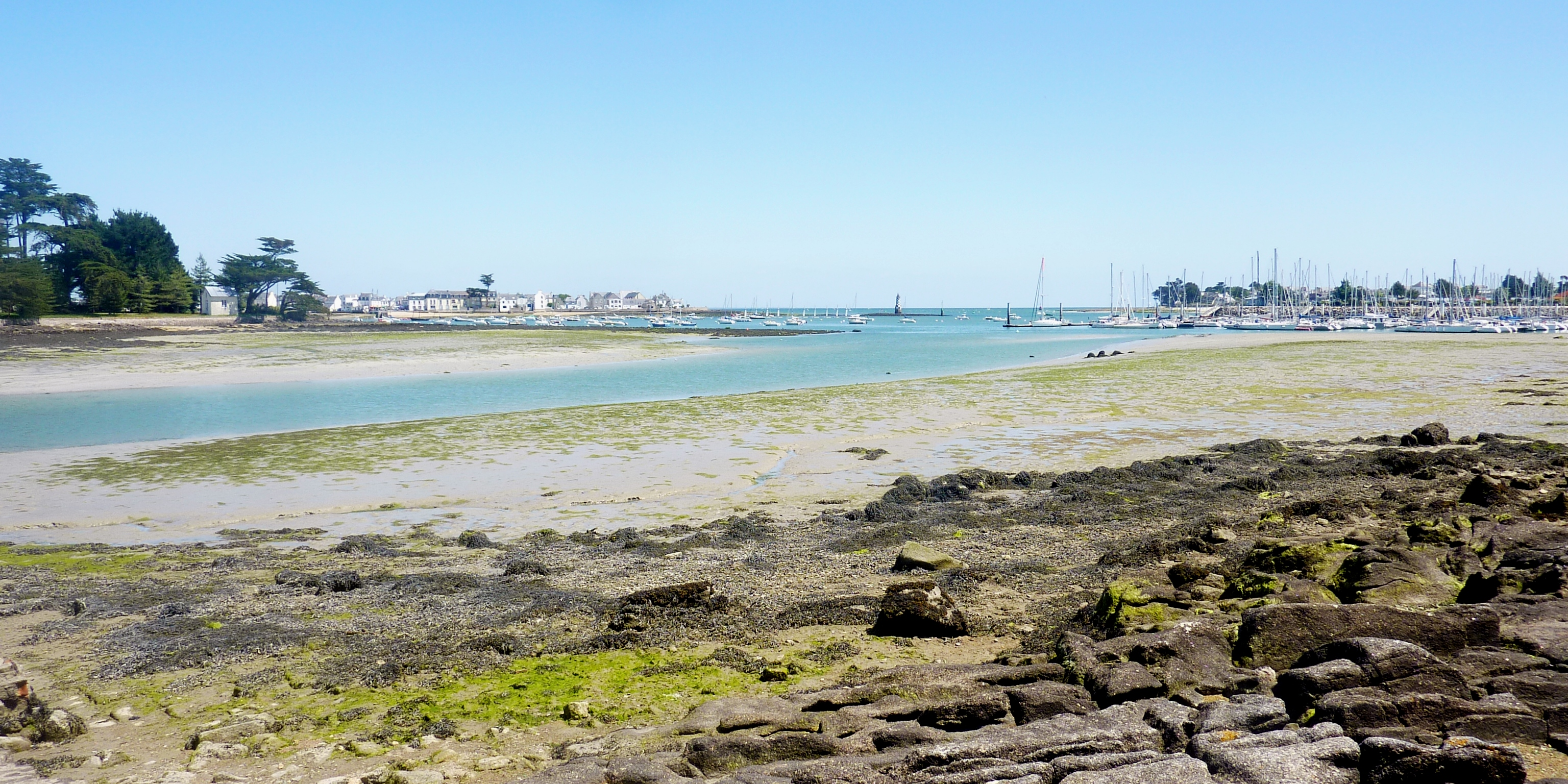
L'embouchure de la rivière de Pont-l'Abbé : à gauche l'Île-Tudy ; à droite, Loctudy.

L'étang de Pont-l'Abbé a retrouvé partiellement son aspect maritime depuis qu'il est à nouveau soumis au rythme des marées depuis les travaux qui ont entraîné la réouverture partielle en 2007, puis totale en 2009, de la digue qui retenait antérieurement ses eaux.
Le moulin à marée de Pors-Moro est un ancien moulin banal datant du XVe siècle.
La partie maritime de la rivière de Pont-l'Abbé est un aber qui sépare Pont-l'Abbé de Loctudy, situées sur sa rive droite (longée par un tronçon du sentier de grande randonnée 34 qui passe par le menhir de Penglaouic, semi-immergé à marée haute), de Lambour (le quartier de rive gauche de la commune de Pont-l'Abbé), Combrit et l'Île-Tudy situées sur sa rive gauche. Cette ria reçoit juste avant son embouchure un ultime affluent, l'Anse du Pouldon. Plusieurs îles parsèment cet estuaire, l'île Chevalier, l'île Garo, l'île Queffen, l'île aux Rats. La presqu'île de Bodillo (en Pont-l'Abbé, sur la rive gauche) est une zone naturelle protégée. Les vasières de la rivière de Pont-l'Abbé, qui font partie du domaine public maritime et situées à cheval sur le territoire des communes de Pont-l'Abbé et de Loctudy, constituées de vasières et schorres, sont une ZNIEFF (Zone naturelle d'intérêt écologique, faunistique et floristique) de 208 ha, réserve de chasse et de faune sauvage, servant en particulier de zone d'hivernage à de nombreuses espèces d'oiseaux. La zone est en partie propriété du Conservatoire du littoral.

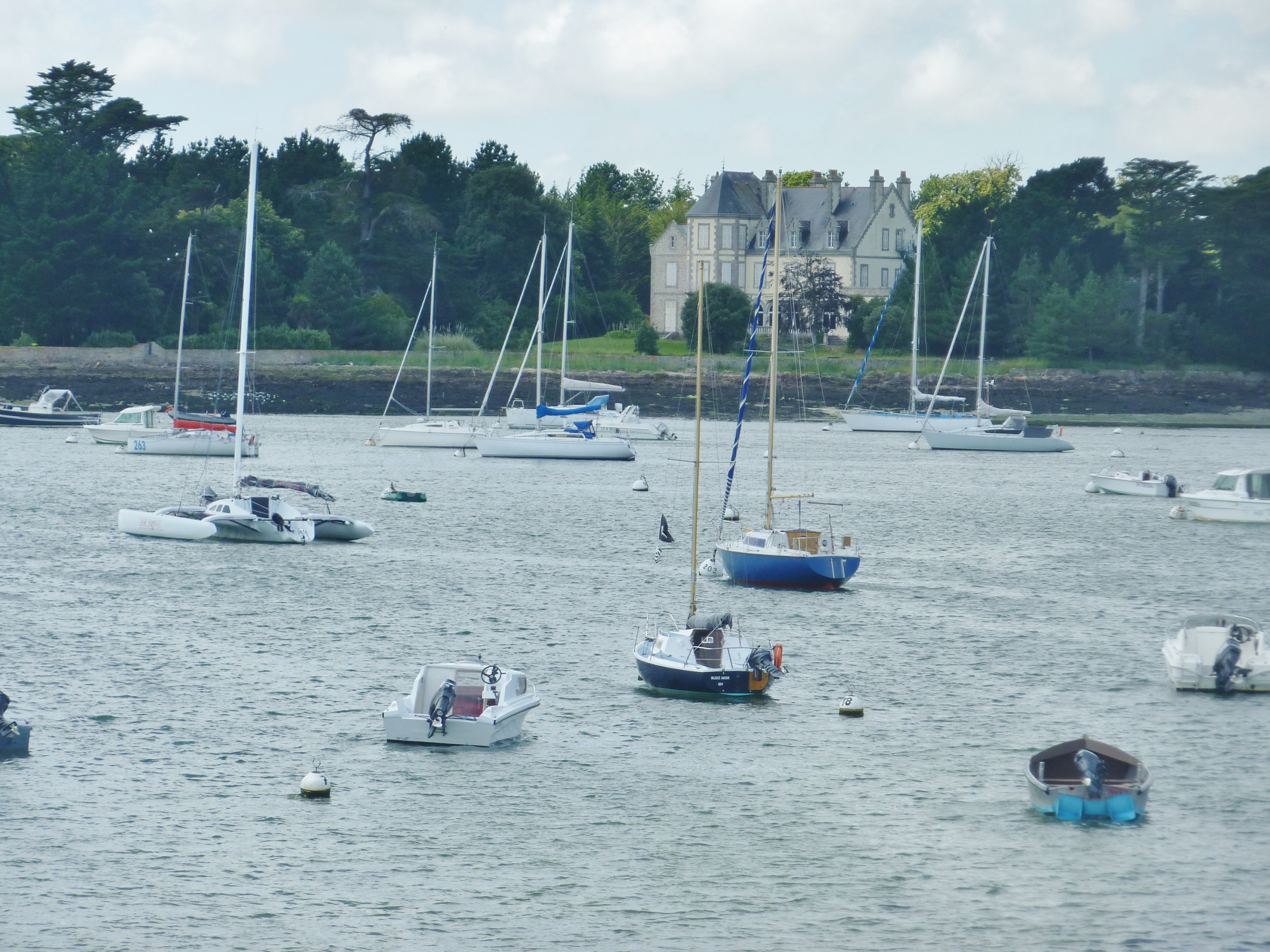
Le château de Pen-ar-Hoat sur l'île Chevalier vu de l'Île-Tudy.
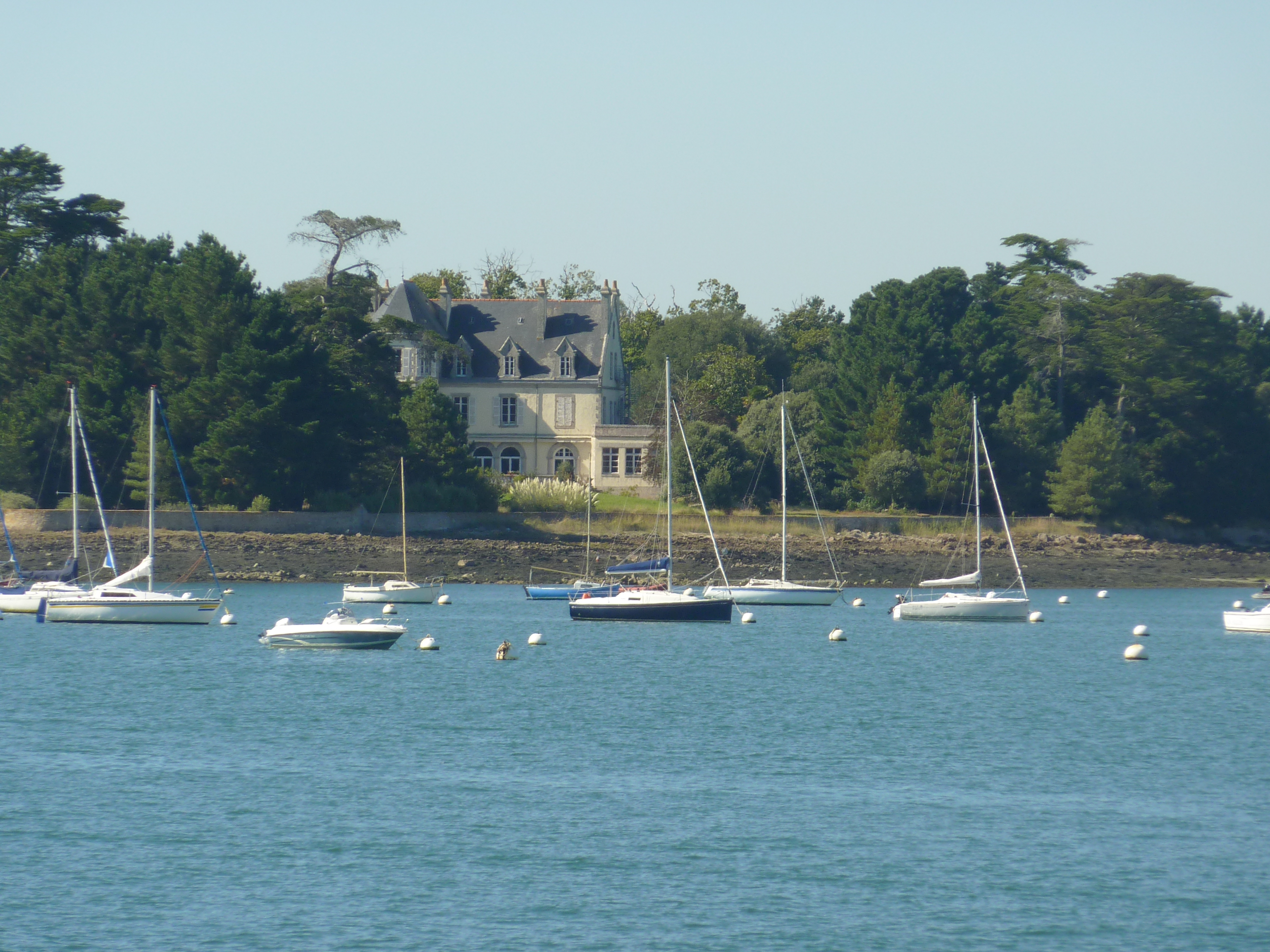
Le château de Pen-ar-Hoat sur l'île Chevalier vu de l'Île-Tudy.
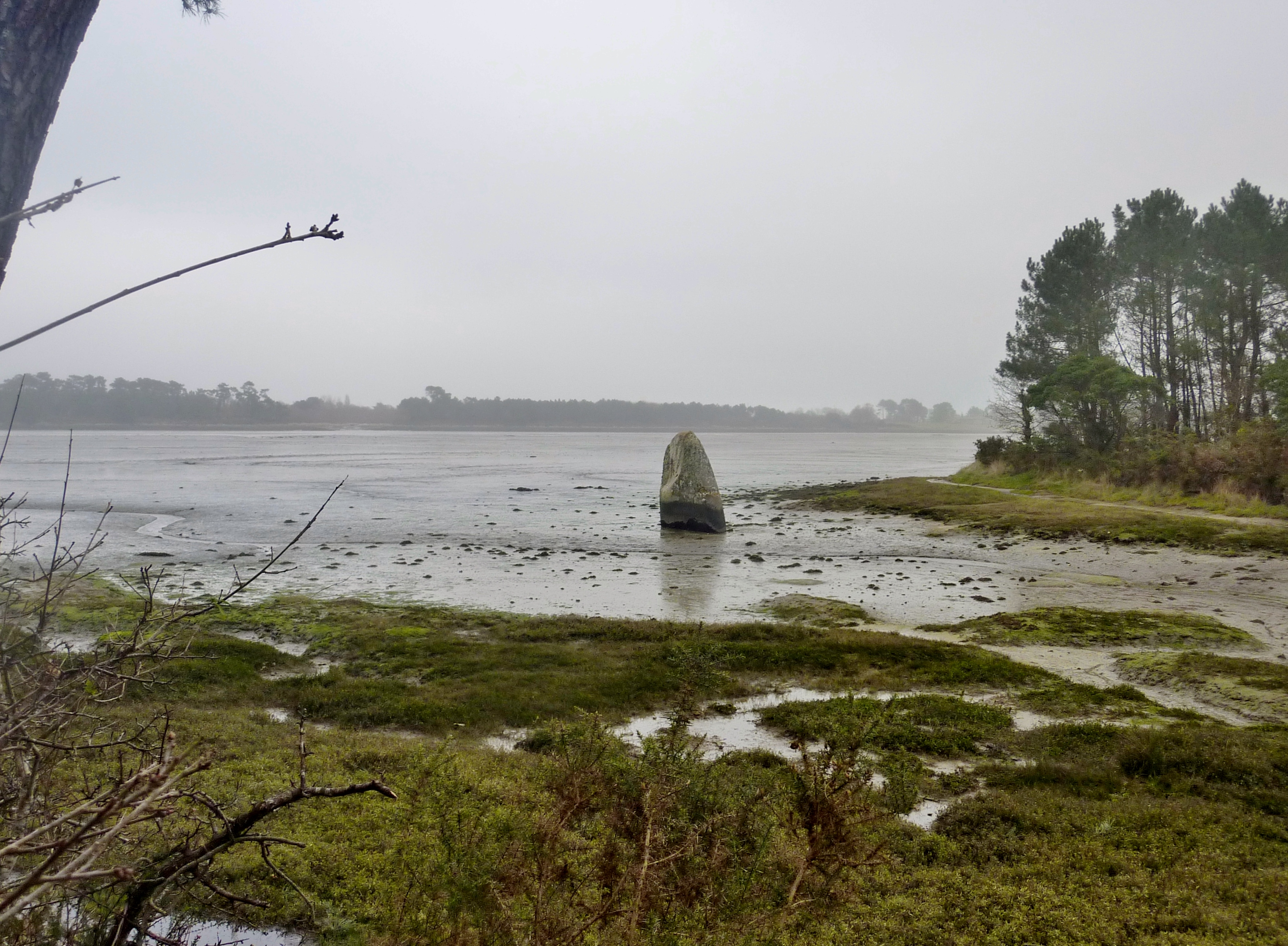
La Rivière de Pont-l'Abbé : le menhir de Penglaouic (à l'arrière-plan, l'île Chevalier).
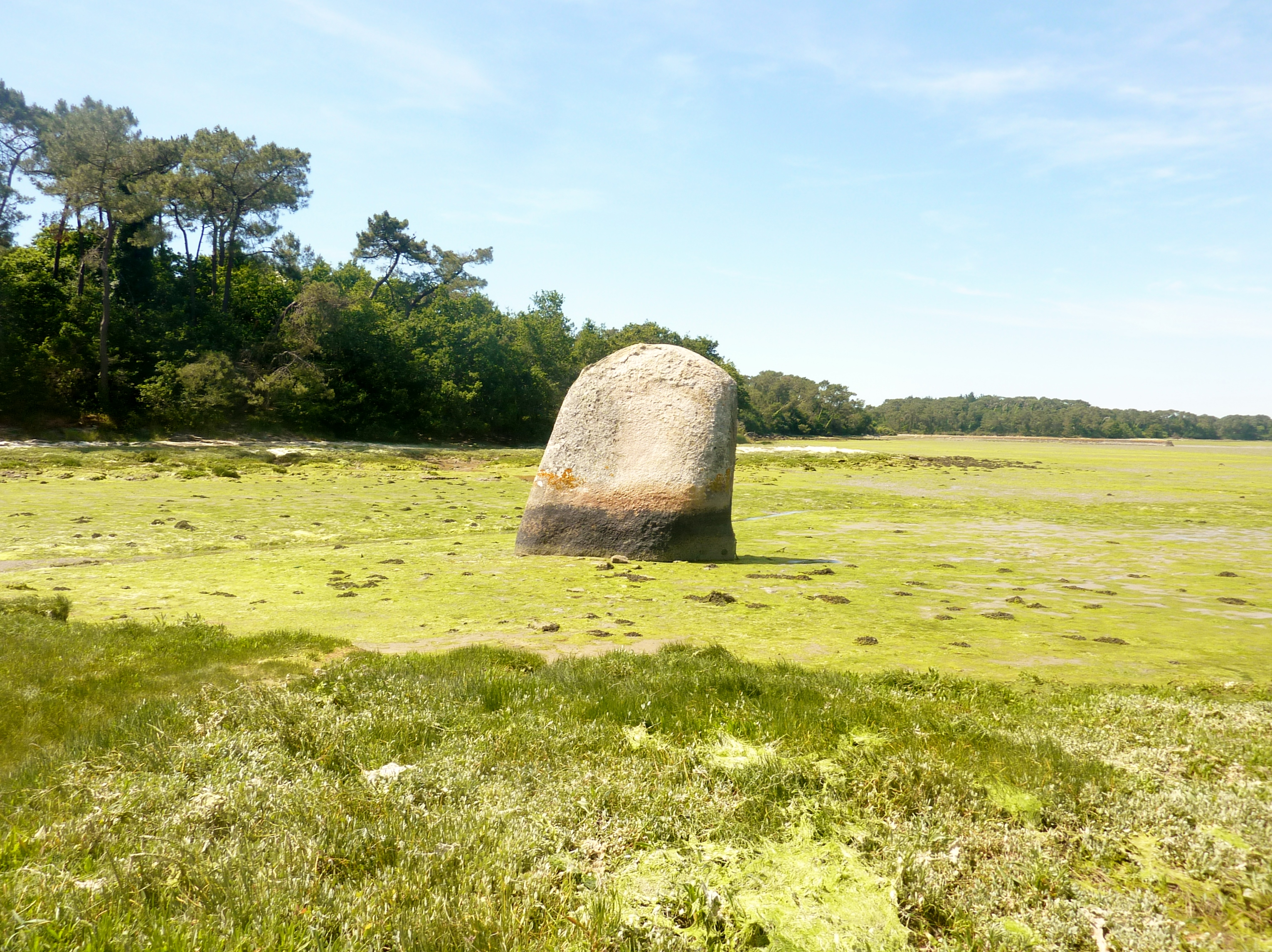
La Rivière de Pont-l'Abbé : le menhir de Penglaouic à marée basse (la grève est recouverte d'algues vertes ; photo prise en période estivale).
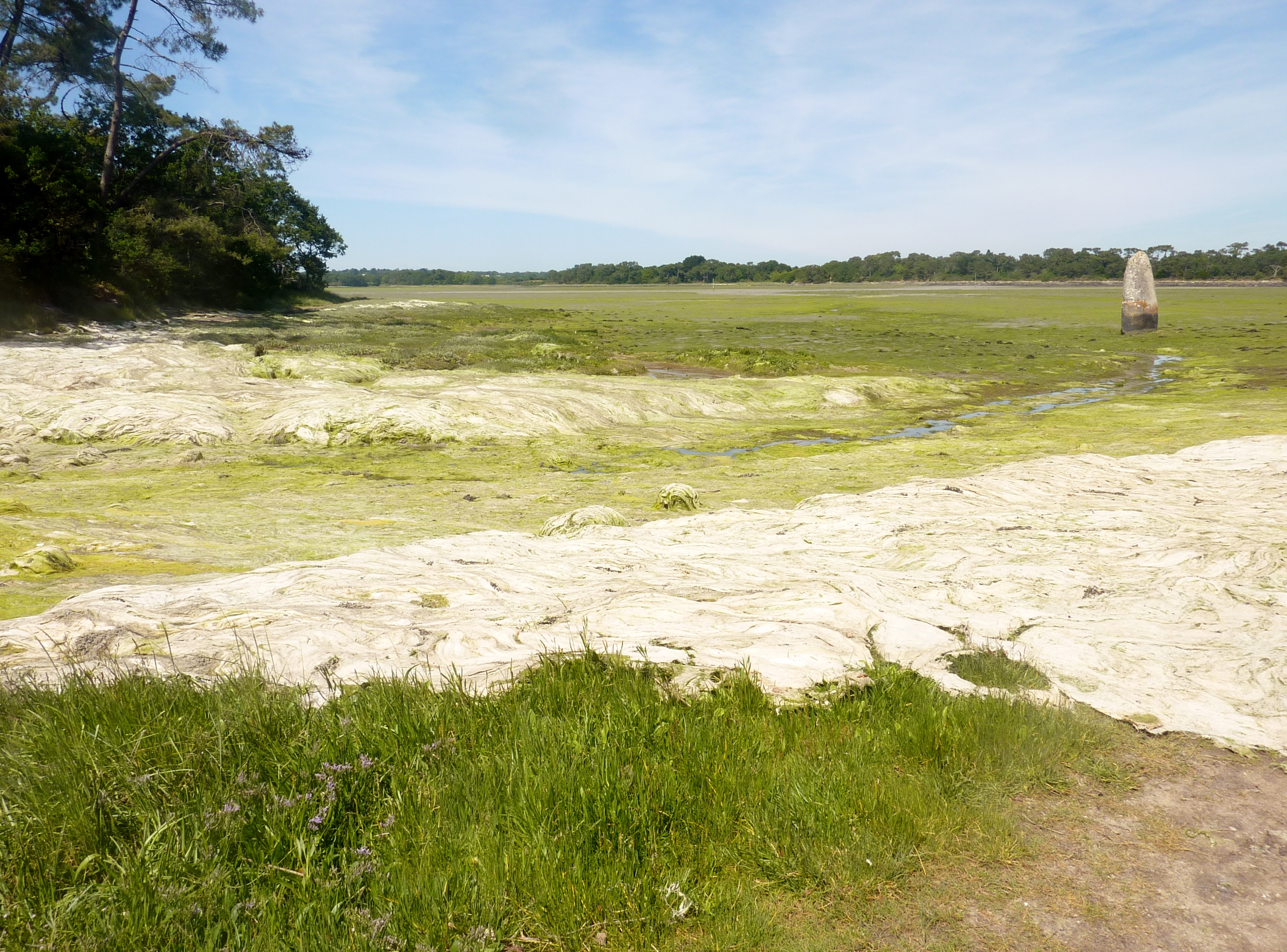
Algues vertes aux alentours du menhir de Penglaouic (photo prise en période estivale).
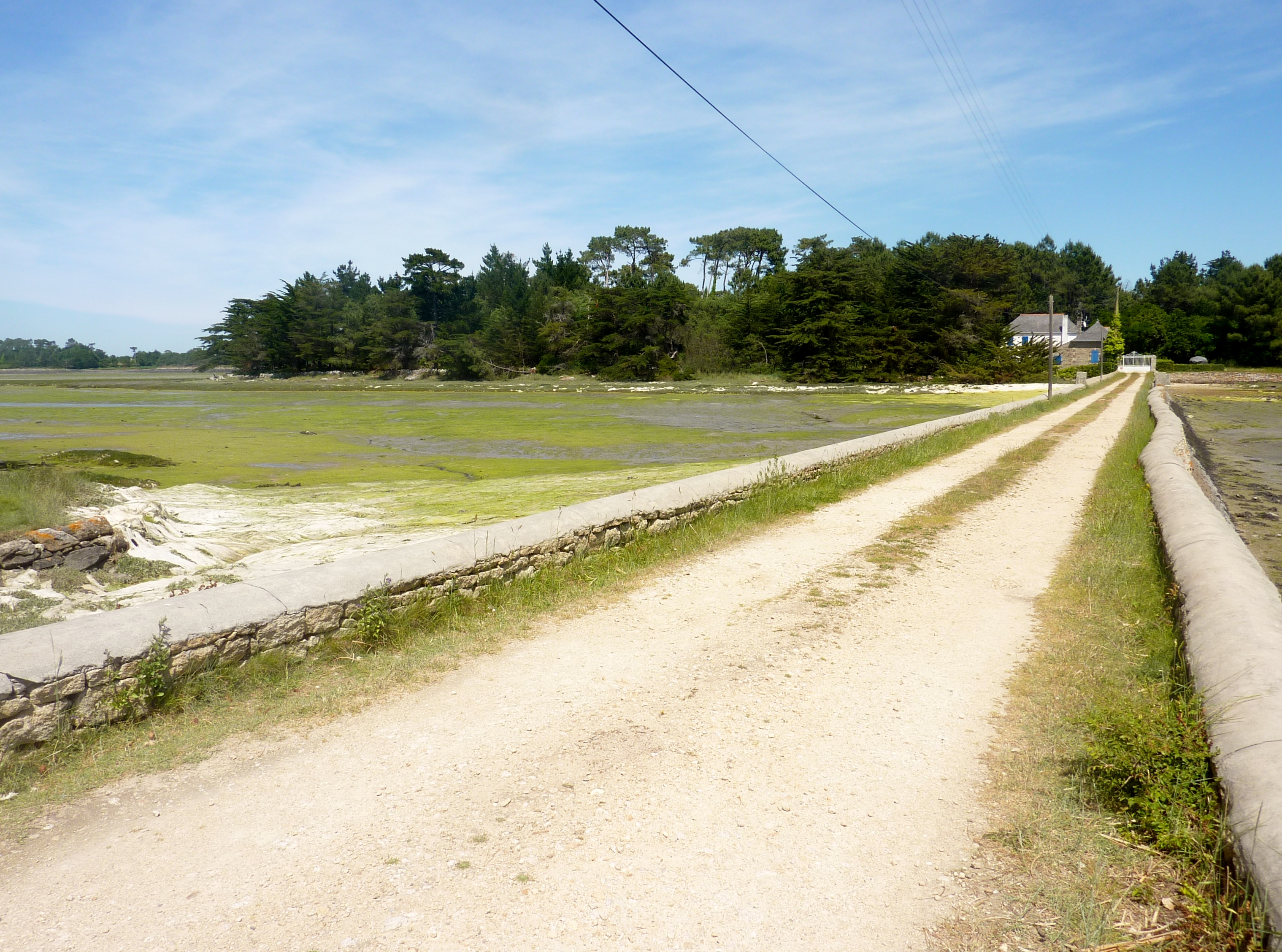
Chemin donnant accès à l'île Queffen, visible à l'arrière-plan (commune de Loctudy).

Le port et la rivière de Pont-l'Abbé sont ainsi décrits en 1900 : « Les caboteurs peuvent venir accoster aux trois quais de Pont-l'Abbé (...). Le chenal de Pont-l'Abbé n'assèche pas à mer basse et peut être utilisé comme port de relâche. C'est surtout le débouché d'une région agricole très productive, et le mouvement commercial atteint près de 15 000 tonnes, dont les deux-tiers au moins sont à l'exportation ».

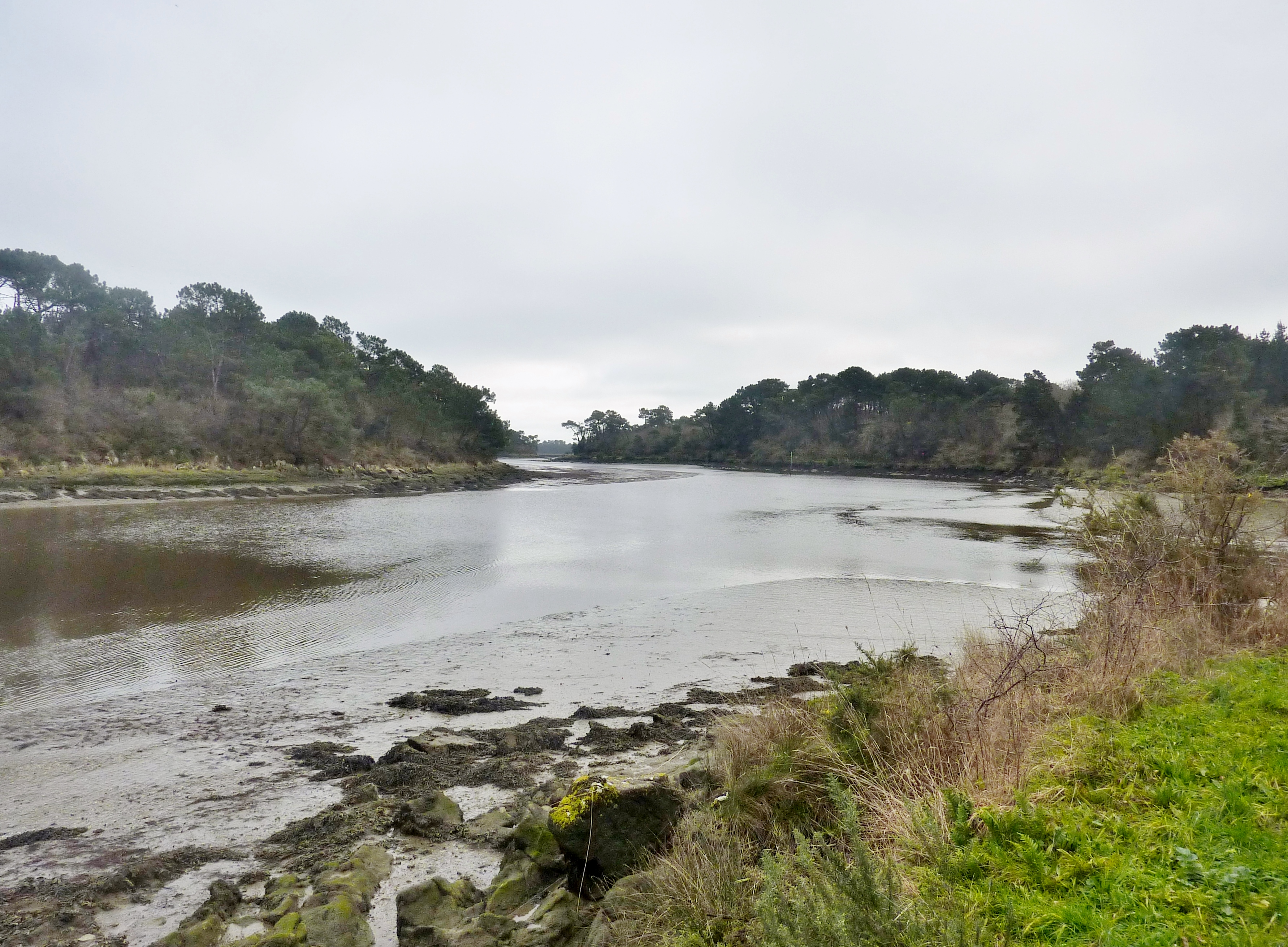
La Rivière de Pont-l'Abbé maritime, partie médiane.
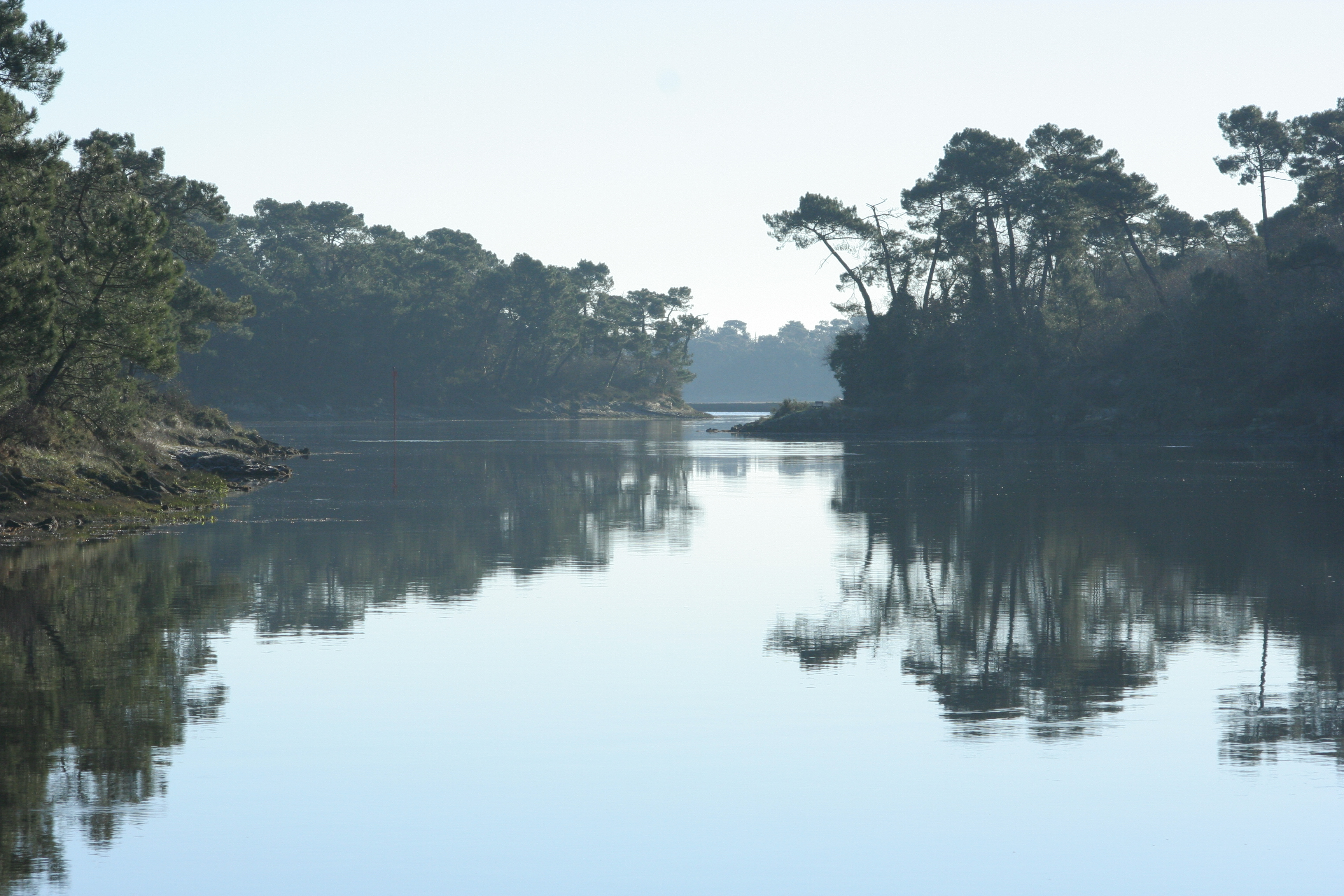
La Rivière de Pont-l'Abbé maritime, partie médiane, à marée haute.
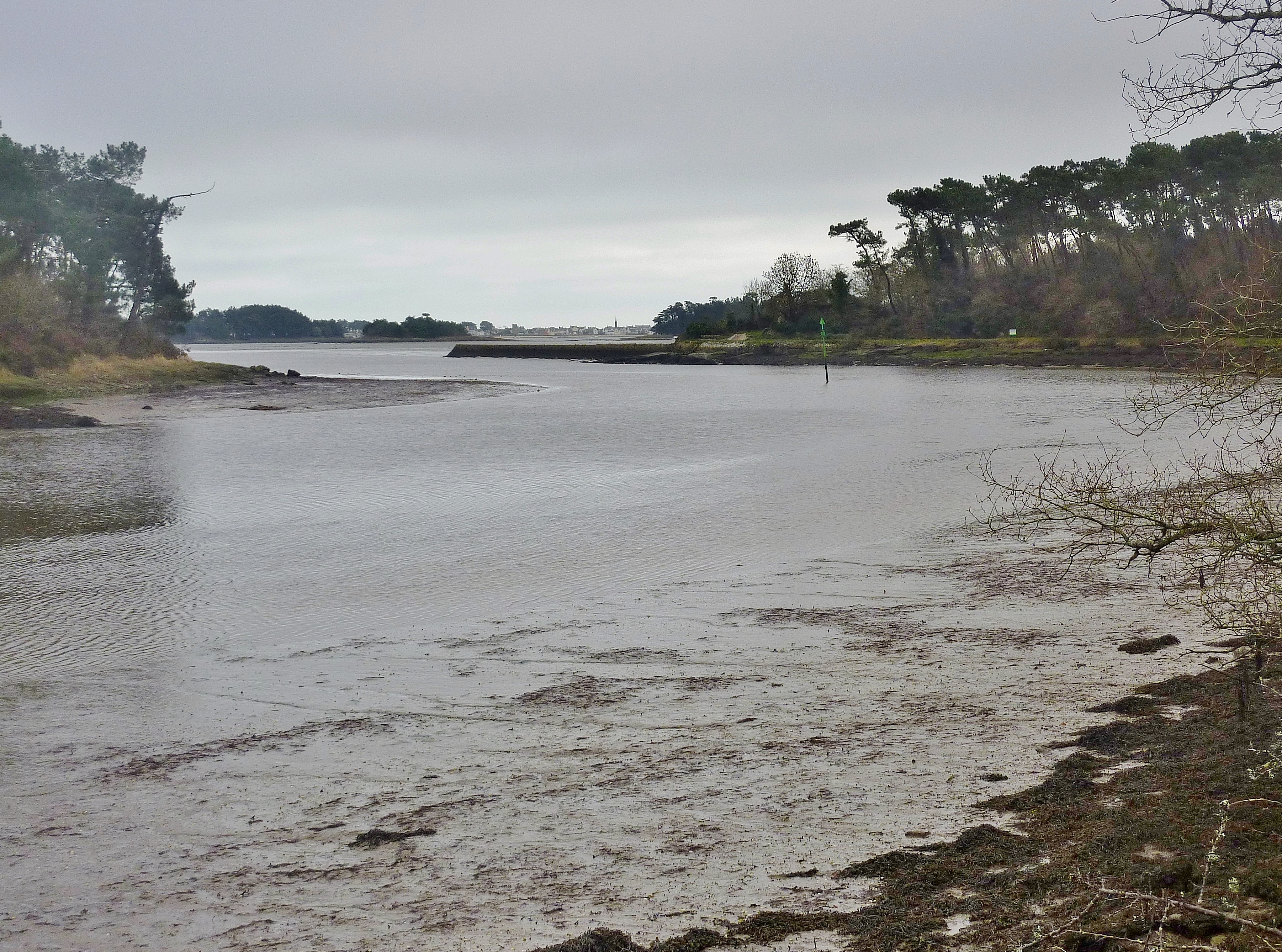
La Rivière de Pont-l'Abbé maritime, partie aval ; à l'arrière-plan on devine l'Île-Tudy.

### Îles
L'île Chevalier, longue de près de 2 km, située entre la rivière de Pont-l'Abbé et l'anse du Pouldon a appartenu aux seigneurs du Pont qui y avaient un manoir dont l'existence fut attestée dès 1480. La chapelle Saint-Gildas se trouvait à proximité : bien qu'alors ruinée, elle est mentionnée sur le plan cadastral de 1833. L'île Chevalier est reliée au continent par une digue construite en 1855, date à laquelle la comtesse de Najac, alors propriétaire de l'île, la fit construire. Cette île a de nos jours un aspect essentiellement agricole (fermes de Kervihan et Penarhoat), mais possède aussi quelques bois et prés-salés ainsi que quelques résidences. La grève entourant l'île est très fréquentée par les pêcheurs à pied à marée basse.

## Nature
Sa partie amont, aux alentours du moulin d'Hascoët, est envahie par une plante invasive, la renouée asiatique ; des campagnes d'arrachage de cette plante sont menées.
Ce plan d'eau, peu profond, connaît fréquemment l'été des problèmes d'eutrophisation qui entraînent le développement d'algues qui donnent à l'eau une couleur verte (ce ne sont pas des "algues vertes") et la prolifération de cyanobactéries. La fermeture de la pisciculture de Moulin-Callac (en Plonéour-Lanvern) en 1996 et l'achat des terrains entourant la prise d'eau de Pen Enez par la Communauté de communes du Pays Bigouden Sud contribuent à assurer une qualité correcte de l'eau potable fournie par l'usine de Bringall.
La rivière de Pont-l'Abbé est un site conchylicole, également fréquenté par des pêcheurs à pied professionnels (une trentaine en 2015) et de nombreux amateurs qui viennent y pêcher palourdes, praires, coques, etc., en particulier sur les grèves de l'île Chevalier, ce qui a entraîné la mise en place d'une règlementation restrictive afin de ménager la ressource.

## Écologie
Le 9 août 1971 est créée l'ARISPE (Association pour la sauvegarde de la rivière de Pont-l'Abbé) dont le but est de « protéger les rives de la Rivière de Pont-l'Abbé de toute pollution et atteinte à son environnement ». L'association lutte victorieusement contre plusieurs projets d'aménagement (notamment contre un projet de port de plaisance entre l'île Chevalier et la rive de Combrit, ainsi que contre un projet de village de vacances dans le bois de Bodilio) ; cette association est toujours active actuellement.